# Funcom
A Funcom (teljes nevén Funcom Productions A/S) egy norvég videójáték fejlesztő cég, székhelyük pedig Oslo. A céget 1993-ban alapította Erik Gloersen, Ian Neil, Andre Backen, Gaute Godager és Olav Mørkrid. A cég MMORPG játékairól és kalandjátékairól vált ismertté. Híresebb játékaik közé tartozik a The Longest Journey című 1999-ben megjelent kalandjáték, és annak folytatása a Dreamfall: The Longest Journey, valamint az Anarchy Online és az Age of Conan. A Funcomnak vannak irodái az Amerikai Egyesült Államokban, Kínában, Svájcban és Kanadában.

## Kiadott játékok
A cég nem csupán számítógépre készített játékokat. Jelentek meg játékaik számos konzolon is. Ők készítették a Casper című film, és a Pocahontas című egész estét Disney rajzfilm videójáték változatát. Előfordult, hogy egyik platformról a másikra kellett játékot átültetniük (Samurai Spirits, Fatal Fury Special). Voltak elvetett projektjeik is, mint például a Midgard és a Steel Rebellion.
Egyik legismertebb címük - a Ragnar Tørnquist nevéhez fűződő The Longest Journey - 1999-ben jelent meg, és a kritikusok és a vásárlók körében is jól teljesített. A kalandjáték nyolc nyelven jelent meg (angol, német, lengyel, norvég, francia, svéd, orosz és spanyol). Más országokban is megjelent, de többnyire csak az angol nyelvű változatot adták ki. A játéknak 2006-ban jelent meg a folytatása, ez volt a Dreamfall.
A másik ismert játékuk, az 2001 június 27-én megjelent Anarchy Online című MMORPG számos nemzetközi díjat nyert meg. A Funcom öt kiegészítőt adott ki ehhez a játékhoz. Ezek a The Notum Wars (2002), Shadowlands (2003), Alien Invasion (2004), Lost Eden (2006) és a Legacy of the Xan (2009).
A Funcom 2007. március 14-én bejelentette, hogy a számítógépes kalózkodás miatt a jövőben megjelenő címeiket csak fizetős internetes letöltés formájában lehet majd megvásárolni. A cég jelenleg a Conan, a barbár franchise-hoz tartozó online szerepjátékához, az Age of Conan-hez készít egy kiegészítőt, a Rise of the Godslayert valamint a The Secret World-ön is dolgozik.